# Le Temple de Gnide (Montesquieu)
Le Temple de Gnide est un poème de sept chants en prose publié sans nom d’auteur en 1725 par Montesquieu. « Le dessein du poème, dit la préface, est de faire « voir que nous sommes heureux par les sentiments du cœur et non pas par les plaisirs des sens. »
Montesquieu lut le Temple de Gnide, censément traduit du grec, qu’il avait écrit pour mademoiselle de Clermont, à sa société, et bientôt, il courut quelque temps en manuscrit. Bientôt un périodique imprimé en Hollande l’inséra dans le second semestre de l’année 1724 avec cette note : « Cette pièce a été trop bien reçue du public pour refuser de la mettre au rang des pièces fugitives qui méritent d’être conservées. On assure qu’elle est de la façon de celui qui nous donna, il y a trois ans, les Lettres persanes. »
À la fin de mars 1725, Montesquieu fit scandale en publiant, à Paris, le Temple de Gnide en volume sous le pseudonyme d’un évêque grec, précédée d'une Préface du traducteur, pendant la semaine sainte et avec privilège du roi. La période à laquelle il parut fit scandale : « On veut faire croire ce petit livret traduit du grec, et trouvé dans la bibliothèque d’un évêque, mais cela sort de la tête de quelque libertin qui a voulu envelopper des ordures sous des allégories. L’addition de la fin, où l’Amour fait revenir ses ailes sur le sein de Vénus n’est pas mal friponne ; et les femmes disent qu’elles veulent apprendre le grec, puisqu’on y trouve de si jolies cures : Les allusions y couvrent des obscénités à demi nues. »
En voyant des pensées au lieu de sentiments et plus d’observation que d’imagination, le tout présenté dans un style précieux et d’une grande naïveté, Marie du Deffand, qui avait plusieurs raisons de ne pas goûter un ouvrage si peu en rapport avec son art d’aimer et son art d’écrire, l’appela de suite : « l’Apocalypse de la galanterie. » L’abbé de Voisenon a affirmé que son pastiche « lui valut beaucoup de bonnes fortunes, à condition qu’il [Montesquieu] les cacherait ».

## Résumé
L’ouvrage représente l’amour des champs opposé à celui des villes. Aristée et sa bergère, Antiloque et son amante, après être partis du temple de Vénus à Gnide, en Asie Mineure, avoir traversé l’antre de Jalousie et s’être calmés à l’autel de Bacchus, arrivent à des buts différents. Chez le premier couple, le penchant de la nature l’emporte ; le roman des autres finit par le triomphe de la vertu et le désespoir de la passion.

## Adaptations
- Léonard et Colardeau ont donné chacun une version en vers du Temple de Gnide en 1772.
- Une pastorale du même nom a été donnée à l’opéra le 31 décembre 1741 sur un livret de Bellis et Roy, musique de Mouret. Malgré le peu de succès obtenu lors de la création, elle fut reprise l’année suivante.